# Schönfeld (Neunkirchen-Seelscheid)
Schönfeld ist ein Ortsteil von Remschoß in der Gemeinde Neunkirchen-Seelscheid im Rhein-Sieg-Kreis.

## Lage
Schönfeld liegt östlich der Wahnbachtalsperre im Bergischen Land an der Hennefer Straße gegenüber der Ortschaft Remschoß.

## Geschichte
1888 gab es neun Bewohner in dem Anwesen. 1901 hatte das Gehöft 13 Einwohner. Verzeichnet sind die Familien Handelsmann Peter Klein und Wirt Josef Walterscheid.
Die Siedlung gehörte bis 1969 zur Gemeinde Neunkirchen.